# Maria Fricioiu
Maria Fricioiu, född den 16 mars 1960 i Grădinari i Rumänien, är en rumänsk roddare.
Hon tog OS-guld i fyra med styrman i samband med de olympiska roddtävlingarna 1984 i Los Angeles.